# Biblioteca técnica nacional de Praga
La biblioteca técnica nacional de Praga o simplemente biblioteca técnica nacional (en checo: Národní Technická Knihovna) se encuentra en la calle Technická 6 en Praga, República Checa y también alberga la biblioteca municipal de Praga. La antigua sede de la biblioteca nacional técnica fue el Clementinum, de la que todos los libros y materiales fueron trasladados al nuevo edificio después de la finalización de la construcción. Fue diseñado por los arquitectos Roman Brychta, Adam Halíř, Ondřej Hofmeister y Petr Lešek del equipo Projektil Architekti después de que ganaron el primer premio en un concurso de arquitectura celebrado en el año 2000. La construcción comenzó en 2006 y se terminó en enero de 2009. La biblioteca abrió sus puertas al público oficialmente el 9 de septiembre de 2009.